# Toftrute
Die Toftrute, auch Tofftrute, war ein Flächenmaß in Hadersleben. Die Toftrute war eine andere Benennung des etwas kleineren Demats (Landmaß). Die Herkunft des Begriffes geht wahrscheinlich auf ein Landstück am Hof zurück, auf dem Weide- oder Grünfutternutzung möglich war. Grundlage war das Rutenmaß mit 18 Fuß (Schlesw.-Holst.).
- 1 Toftrute = 120 Quadrat-Ruthen (alt) = 151 7/8 Quadratruten (Schlesw.-Holst.)[1] = 31,929 Ar